# Montedecoro
Montedecoro è una frazione del comune italiano di Maddaloni, nella provincia di Caserta, in Campania.
Si tratta della maggiore frazione del comune e contava 2 273 abitanti al censimento del 2011.

## Geografia fisica
Si trova nella zona-est del comune di Maddaloni, da cui dista circa 4 km, si trova ai confini con la vicina frazione di Messercola e con il comune di Santa Maria a Vico, confina inoltre a nord con il comune di Cervino e a sud con il comune di San Felice a Cancello. La frazione è caratterizzata da un paesaggio prevalentemente pianeggiante, sorge a circa 52 metri sul livello del mare.

## Monumenti e luoghi d'interesse

### Chiesa di Santa Maria
La chiesa di Santa Maria costituisce la sede parrocchiale della frazione ed è situata nella centrale via Carmignano. L'edificio di culto risale al XVII secolo, quando venne costruito in seguito al ritrovamento nel 1626 di una cappella sotterranea con all'interno l'immagine votiva di Maria. La chiesa e l'annesso convento furono voluti da padre Carlo Carafa, che aveva acquistato il terreno e prese parte alla fase di progettazione. Il 26 novembre 1996 venne innalzata a santuario dal vescovo Raffaele Nogaro.

## Infrastrutture e trasporti

### Strade
Montedecoro è attraversata in gran parte dalla SS7 via Appia, per poi innestarsi con la SS265 dei Ponti della Valle.